# George Petrie (Politiker)
George Petrie (* 8. September 1793 in Little Falls, New York; † 8. Mai 1879 ebenda) war ein US-amerikanischer Politiker. Zwischen 1847 und 1849 vertrat er den Bundesstaat New York im US-Repräsentantenhaus.

## Werdegang
George Petrie wurde ungefähr zehn Jahre nach dem Ende des Unabhängigkeitskrieges in Little Falls im Herkimer County geboren und wuchs dort auf. Er besuchte Gemeinschaftsschulen. Bei den Kongresswahlen des Jahres 1846 für den 30. Kongress wurde Petrie als unabhängiger Demokrat im 17. Wahlbezirk von New York in das US-Repräsentantenhaus in Washington, D.C. gewählt, wo er am 4. März 1847 die Nachfolge von Charles S. Benton antrat. Er schied nach dem 3. März 1849 aus dem Kongress aus. Am 1. Januar 1869 begann er im Post Office Department in Washington D.C. zu arbeiten an – eine Stellung, die er bis zu seinem Rücktritt am 31. August 1875 innehatte. Er starb am 8. Mai 1879 in Little Falls und wurde auf dem Church Street Cemetery beigesetzt.